# Guillaume Nicloux
Guillaume Nicloux (3 augustus 1966) is een Frans schrijver, filmregisseur en acteur.

## Biografie
Guillaume Nicloux werd in 1966 geboren. Na zijn studies begon hij in 1990 te werken als regisseur voor televisie en cinema. In 1996 publiceerde hij zijn eerste roman Le Saint des seins, gevolgd door Zoocity in hetzelfde jaar. In totaal schreef hij negen romans. Hij schreef, regisseerde en acteerde in een aantal speelfilms die werden getoond op internationale festivals. De film Valley of Love werd geselecteerd voor de competitie van het filmfestival van Cannes 2015.

## Filmografie

### Regisseur
- Les Enfants volants (1990)
- La Vie crevée (1992, televisie)
- Faut pas rire du bonheur (1994)
- Le Poulpe (1998)
- Une affaire privée (2002)
- Cette femme-là (2003)
- Le Concile de Pierre (2006)
- La Clef (2007)
- Holiday (2010)
- L'Affaire Gordji: Histoire d'une cohabitation (2012, televisie)
- La Religieuse (2013)
- L'Enlèvement de Michel Houellebecq (2014, televisie)
- Valley of Love (2015)
- The End (2016)
- Les Confins du monde (2018)
- Thalasso (2019)
- La Tour (2022)
- La Petite (2023)
- Dans la peau de Blanche Houellebecq (2024)
- Sarah Bernhardt, la divine (2024)

### Acteur
- Seul contre tous (1998)
- Le Poulpe (1998)
- Cette femme-là (2003)
- Cliente (2008)